# Балка Митрополитська
Балка Митрополитська — балка (річка) в Україні у Кальміуському районі міста Маріуполь Донецької області. Права притока річки Кальміусу (басейн Азовського моря).

## Опис
Довжина балки приблизно 6,72 км, найкоротша відстань між витоком і гирлом — 5,65  км, коефіцієнт звивистості річки — 1,19 . Формується декількома балками.

## Розташування
Бере початок біля Мисливського провулку. Тече переважно на південний схід, перетинає вулиці Маміна Сибіряка та Заозерну і біля Біологічного масиву впадає у річку Кальміус.

## Цікаві факти
- У XIX столітті на балці існували могила Кара-уба та хутір Митрополитський[1].